# Sônia Guajajara
Sônia Guajajara, née le 6 mars 1974 à Maranhão, est une militante autochtone de la tribu des Guajajara, au Brésil, œuvrant pour la protection de l'environnement.
En octobre 2022, elle est élue députée fédérale à São Paulo. Elle est ministre des Peuples autochtones dans le troisième gouvernement de Lula depuis le 1er janvier 2023.

## Biographie

### Jeunesse, famille et formation
Sônia Guajajara est née dans un village de l'Amazonie dans la zone de la forêt humide dans l'État du Maranhão. Issue d'une famille très modeste — ses parents sont analphabètes —, elle doit quitter le foyer familial à l'âge de 10 ans pour être scolarisée dans la ville la plus proche.
Elle étudie dans une école d'agriculture dans le Minas Gerais, puis poursuit des études en sciences de l'éducation à l'université fédérale du Maranhão (en).

### Parcours militant, médiatique et politique
En 2013, Sônia Guajajara tient un rôle important dans l'organisation d'une réunion des dirigeants indigènes avec la présidente Dilma Rousseff.
Cheffe de file de Articulação dos Povos Indígenas do Brasil (pt) (APIB), qui représente plus de 300 groupes ethniques indigènes au Brésil, elle organise de nombreuses manifestations en faveur des droits des peuples autochtones.
En 2017, lors du festival Rock in Rio, elle est invitée sur scène par Alicia Keys et intervient sur la chanson Kill your Mama.
Depuis 2017, elle est apparue à plusieurs reprises à la télévision dans des documentaires ou des talk-shows ; elle figure aussi, dans son propre rôle, dans le docufiction de 2023 La Fleur de buriti.
En 2018, elle est la candidate du Parti socialisme et liberté pour la vice-présidence du Brésil ; elle est la première autochtone en lice pour ce poste, aux côtés de Guilherme Boulos, candidat à la présidence.

#### Tournée «Sang Autochtone»

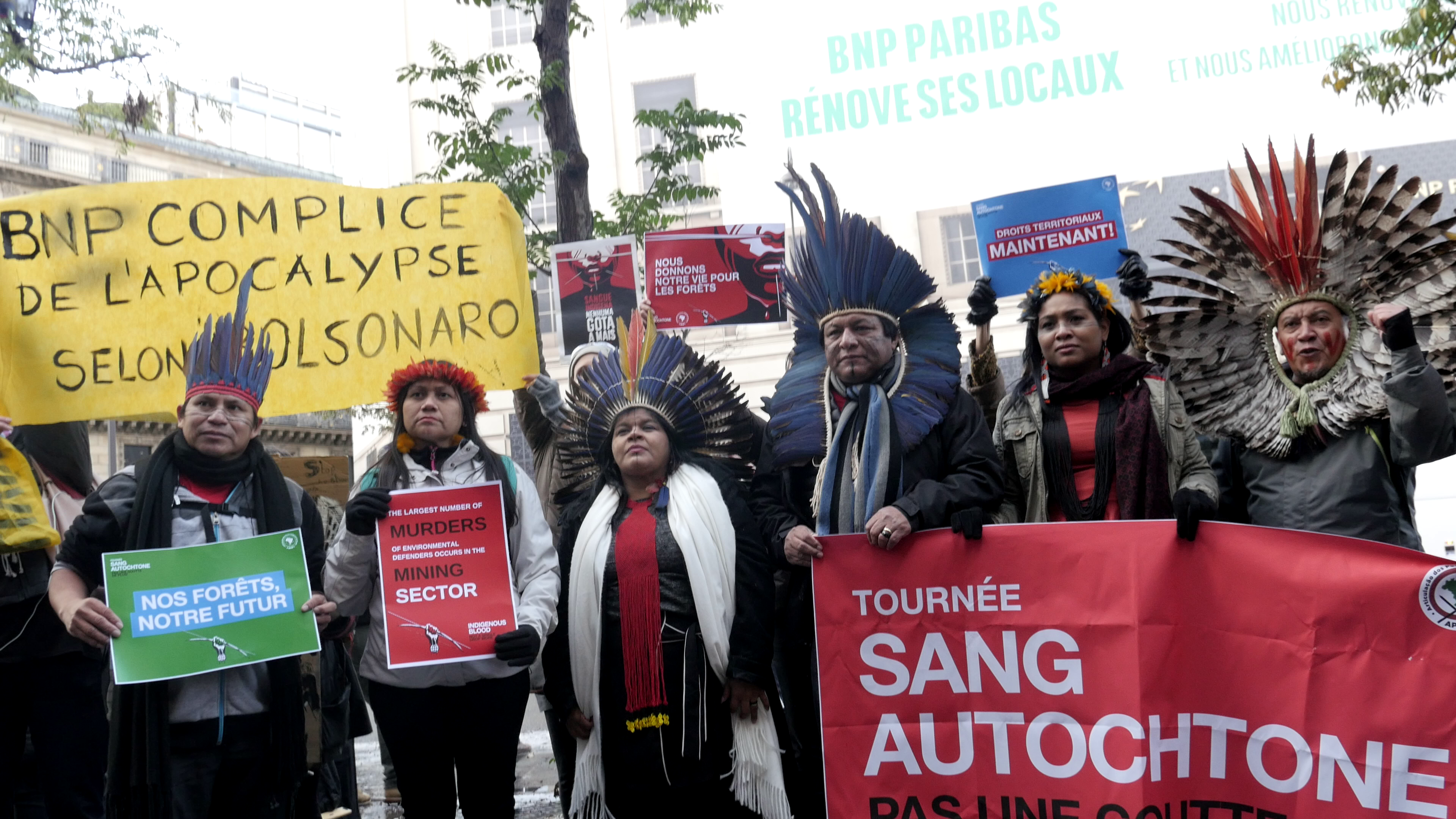
De gauche à droite, Elizeu Guarani Kaiowá, Nara Baré, Sônia Guajajara, Alberto Terena, Angela Kaxuyana et Kretã Kaingang, membres de l'APIB, à Paris, le 12 novembre 2019, manifestant devant le siège de BNP Paribas, pendant la tournée européenne « Sang Autochtone, pas une goutte de plus ».

Du 17 octobre au 20 novembre 2019, elle parcourt douze pays d'Europe dans le cadre de la tournée « Sang Autochtone : pas une goutte de plus », menée par huit leaders indigènes de l'APIB représentant les cinq régions du Brésil. Cette campagne vise à dénoncer les graves violations perpétrées contre les peuples autochtones et l’environnement au Brésil, en nette progression depuis le début de la présidence de Jair Bolsonaro.
Lors de leur passage en France, Sônia Guajajara et les autres membres de la délégation, soutenus par une centaine de militants français, se rassemblent le 12 novembre 2019 devant le siège de la banque BNP Paribas pour dénoncer le rôle des institutions financières françaises dans la destruction de la forêt amazonienne. Un courrier est remis au directeur de la communication de BNP Paribas, Bertrand Cizeau.

#### Élections de 2022
En mars 2022, Sônia Guajajara est confirmée comme candidate à la députation dans l'État de São Paulo pour les élections législatives d'octobre 2022. Le 3 octobre, elle est élue avec 156 966 voix sous l'étiquette du PSOL, au sein de la Fédération PSOL REDE. Elle devient la première femme indigène députée fédérale de l'État de São Paulo.
Le 8 novembre 2022, l'équipe de transition de Lula annonce la création d'un groupe thématique (futurs ministères) dédié aux peuples autochtones, officialisant la création d'un ministère à ce nom . Dès l'annonce, la nouvelle députée se réjouit de la création d'un tel ministère. « C’est une conquête collective des peuples indigènes, un moment historique pour le début de la réparation au Brésil. La création du Ministère est la confirmation de l’engagement que Lula assume », déclare-t-elle.
Le 10 novembre, faisant consensus, elle est annoncée comme la future ministre à ce portefeuille. Elle entre en fonction le 1er janvier 2023.

### Notoriété
En 2022, Sônia Guajajara est citée parmi les 100 personnes les plus influentes au monde par le magazine Time.

### Décorations
- 2015 :  nommée à l'Ordem do Mérito Cultural
- Médaille d'honneur de l'État du Maranhão

## Filmographie
Sauf indication contraire, les informations mentionnées dans cette section peuvent être confirmées par la base de données cinématographiques IMDb,  présente dans la section « Liens externes ».
- 2024 : Praia da Saudade (documentaire) de Sinai Sganzerla : elle-même - narration
- 2023 : La Fleur de buriti (Crowrã) de João Salaviza et Renée Nader Messora : elle-même
- 2022 : Quebrando Mitos de Fernando Grostein Andrade et Fernando Siqueira : elle-même
- 2021 : A Terra De Frente de Thiago Cóstackz : elle-même ; avec Céline Cousteau
- 2019 : My Blood Is Red (documentaire) de Thiago Dezan, Graciela Guarani et Marcelo Vogelaar : elle-même
- 2018 : Patriot Act with Hasan Minhaj (show télévisée, 1 épisode) d'Hasan Minhaj : elle-même
- 2018 : L'Illusion verte de Werner Boote : elle-même
- 2017 : Guardiãs da Floresta (série télévisée) : elle-même